# Hausmannstätten
Hausmannstätten é um município da Áustria, situado no distrito de Graz-Umgebung, na estado da Estíria. Tem 6,78 km² de área e sua população em 2019 foi estimada em 3.380 habitantes.